# 太田千晶
太田 千晶（おおた ちあき、1985年5月23日 - ）は、日本のヨガインストラクター。元レースクイーン、グラビアアイドル、女優として活動していた。東京都出身。

## 人物・経歴
- 特技は剣道（初段）、ダンス。
- 妹がいる。
- 2002年に「週刊ヤングジャンプ」の「制コレ02」で7up! baby's受賞をきっかけに、本格的に芸能活動を開始。
- 一時期芸能人女子フットサルチーム「南葛YJシューターズ」（現南葛シューターズ）に所属していた。
- 2005年に芸能界を引退していたが、2007年にイベントコンパニオン（レースクイーン）として活動した後[1]、2009年4月に前プロダクションの「シャイニングウィル」に移籍し芸能活動本格的に再開。その後5年間在籍していた「シャイニングウィル」を2013年12月で退所。その後は徐々にタレント活動から離れ、フリーのインストラクターに転身。
- 週刊SPA!グラビアン魂「みうらじゅん賞」受賞。
- FRIDAY「'12年ブレイクする鉄板アイドル12人」投票1位。
- 漢字が苦手でファンから小学4年生の漢字ドリルをもらったことがある[2]。
- テレビドラマ「強靭ボディSEXYボディ」では、シーズン1の主演を務め、役の為に5kg増量した[3]。

## 出演

### テレビドラマ
- 悪魔狩り（2003年、TVK）
- 素直になれなくて 第3話（2010年4月29日、フジテレビ）
- 美人探偵M 第9話（2012年2月5日、TOKYO MX) - マリー 役
- 町医者ジャンボ!! 第1話（2013年7月4日、日本テレビ）
- 強靭ボディSEXYボディ（2014年11月 - 2015年1月、BSジャパン) - 西園寺麗華　役

### バラエティ
- グラビアの美少女（MONDO21）
- うわっ!ダマされた大賞2010 (2010年7月2日、日本テレビ）
- 嵐にしやがれ（2010年7月10日・2011年7月23日、日本テレビ）
- 全力坂（2010年9月8日・16日、テレビ朝日）
- 美人塾（2010年10月4日 - 、BSフジ）
- サタデーバリューフィーバー（2010年12月18日・2012年12月1日、日本テレビ ※関東ローカル）『スター☆ドラフト会議』、『同じ穴の王様』
- ゴッドタン 〜The God Tongue 神の舌〜（2011年2月23日、テレビ東京）
- 怪物くんにしやがれ（2011年11月21日 - 24日、日本テレビ）
- ギルガメッシュLIGHT（2012年1月13日 - 12月21日、BSジャパン）レギュラー（G9(仮)メンバー）
- ピグ☆1GP（2012年、スカパー!HD663ch「PigooHD」）
- 嵐にしやがれ（2012年10月12日、日本テレビ）
- ちょこっとアイドル育成バラエティ スタート・スター（2013年1月8日 - 3月26日、テレビ東京） - ビンタガール
- 嵐にしやがれ（2013年6月29日、日本テレビ）
- 有吉ジャポン（2013年7月26日、TBSテレビ）
- サンデージャポン（2013年8月25日、TBSテレビ）
- ギルガメッシュLIGHT～一夜限りの復活スペシャル～（2013年12月30日、BSジャパン）

### ラジオ
- まだまだゴチャ・まぜっ!〜集まれヤンヤン〜（2012年4月21日 - 2013年4月13日、MBSラジオ）

### 映画
- 富江 最終章～禁断の果実～（2003年）
- Seventh Anniversary（2003年）
- 渋谷怪談2（2004年） - 小宮山千渉 役
- ワラ（^o^）番長シリーズ 独立少女紅蓮隊（2004年） - ミッキー 役
- キャス（2004年） - リコ 役
- Bridge〜この橋の向こうに〜（2004年） - 高野珠美 役
- 想色〜オモイ・ノ・イロ〜（2004年） - 主演・田中祐香役
- 青い車（2004年） - 荻野マチコ 役
- 鍵がない（2005年） - 島崎加奈子 役
- FLOWERS*（2005年）
- あなたの知らない怖い話（2011年）
- 世界で一番素敵なキス1・2（2012年7月7日） - 主演 / 「はじめのおわり」のオムニバス（共演:辰巳奈都子、篠原さえみ）
- 9 3/4（2012年7月28日）共演：Rio、下宮里穂子、萬浪大輔
- 全く捨てられない女（2012年10月5日、「アイドル7×7監督 - 日本映画クリエイター協会短編映画祭」） - 主演[4]

### Vシネマ
- 実録 暴走族 ブラックエンペラー レディース（2006年） - 主演・ブラックエンペラーレディース初代総長 菜穂
- 日本で一番怖い話 江戸怪談（2011年）
- ネオン蝶 第2幕（2013年7月19日） - 加奈(ホステス) 役

### CM
- キャドバリー・ジャパン「パワーミンツガム」（2004年2月 - 7月）
- au・着うた（2004年3月 - 5月）
- 土崎文化センター（2004年11月 - ）

### 舞台
- アリスインプロジェクト「ハルモニアガーデン」（演出:松田信行 / 脚本:麻草郁、2011年8月10日 - 14日、シアターKASSAI） - 大津湊 役
- Next-G｢仮装童貞」（2013年5月21日 - 26日、シアターシャイン） - キャバ嬢：サチ 役

## 作品

### 映像作品
- 制コレショクン!（2003年9月、東芝EMI） - EAN 4988006945913。
- 制コレショクン!2（2003年12月、東芝EMI）
- 制コレショクン!3（2004年1月、東芝EMI）
- 週刊ヤングジャンプ制コレ学園フェス’03「制コレショクン! DA PARTY!!」（2004年1月16日、東芝EMI） - EAN 4988006947139。
- SEIKORE/KIMI TO BOKU（2004年2月、東芝EMI）
- ha!する（2004年7月、イーネット・フロンティア） - EAN 4560161560677。
- PORTRAIT（2005年1月、イーネット・フロンティア） - EAN 4560161561971。
- 相思相愛~Angel Trip（2010年11月、マックス） - EAN 4519144122227。
- ワタシノイチブブン（2011年4月、イーネット・フロンティア） - EAN 4571369477056。
- knock out（2011年7月、竹書房） - EAN 4985914413640。
- コネクト（2011年10月20日、ラインコミュニケーションズ） - EAN 4529971404915。
- Ota Chiaki×WATARU（2012年4月27日、リバプール） - EAN 4571174019441。
- 性善説（2012年7月25日、イーネット・フロンティア） - EAN 4571369480100。
- 青嵐 -Seiran-（2012年10月20日、ラインコミュニケーションズ） - EAN 4529971405462。
- Body（2013年4月27日、晋遊舎） - EAN 4519144117308。
- 蠱惑-KOWAKU-（2013年7月20日、ラインコミュニケーションズ） - EAN 4529971405905。
- UNDERCOVER（2013年10月26日、マックス） - EAN 4519144122845。

### 写真集
- Super Baby（2003年4月、アポロ出版） ISBN 978-4-87454-967-4
- 妄撮Chocolate（2011年12月21日、講談社）ISBN 978-4062173797

### WEB
- グラビアン魂（2011年2月8日・2012年4月16日、扶桑社）
- グラビアン魂Vol.180（2011年、SPA!編集部）
- 「そんなにウエストをくびらせて…編」（2011年11月30日、GHV/斉木弘吉☆）
- 「体験者募集中！！大人の誘惑BODY編」（2011年11月30日、GHV/斉木弘吉☆）
- ちょい甘!はちみつ学園（2012年5月25日 - 7月6日、グラビア★セクシーCH）全7回
- ザ・リメイク（2012年5月30日 -8月10日 隔週水曜、ニコニコ生放送）
- 愛貌（2012年6 - 7月号、image.tv グラビア.Net）
- シャイニングウィルのニコジョッキー（2012年8月15日 -2013年4月24日 ニコジョッキー）隔週水曜日。共演:佐藤あずさ。

### 雑誌
- EX MAX!（2011年12月号・2012年2・5・6号・2013年2月号、ぶんか社)グラビア
- EX MAX!(2012年7月号～2013年5月号「太田千晶のロト6完全攻略術」連載企画、ぶんか社 )付属DVD
- BLACKBOX（2012年6月号・9月号・11月号、マイウェイ出版） - グラビア
- SPA!（2011年2月15日・2012年4月17日、扶桑社） - グラビア
- 週刊実話（2012年7月・8月16日号・2013年5月2日号日本ジャーナル出版） - 表紙・グラビア
- アサ芸Secret（2012年6/1号・vol.17、徳間書店） - グラビア
- 東京スポーツ（2012年8月10日・8月24日）
- 週刊大衆（2012年6/4号他、双葉社） - 表紙・グラビア
- 増刊大衆（2012年10月26日他、双葉社） - 表紙・グラビア